# Šen-si
Šen-si (tradiční znaky: 陝西; zjednodušené znaky: 陕西; pinyin: Shǎnxī) je provincie Čínské lidové republiky.

## Geografie

### Poloha
Provincie Šen-si leží přibližně ve středu země. Hraničí s autonomními oblastmi Ning-sia na severozápadě a Vnitřní Mongolsko na severu, s provinciemi Šan-si, Che-nan a Chu-pej na východě a S’-čchuan na jihovýchodě a s centrálně spravovaným městem Čchung-čching na jihu.

## Historie
23. ledna roku 1556 zde došlo k nešťastnému zemětřesení, kterým bylo postihnuto více než 97 okresů v celé provincii. Následkům zemětřesení podlehlo zhruba 830 000 lidí.

## Administrativní členění
| Mapa provincie     | #             | Název (čínsky) | Název (čínsky) | Název (čínsky) | Sídelní městský obvod | Počet obyvatel (2010) |
| Mapa provincie     | #             | český přepis   | znaky          | pchin-jin      | Sídelní městský obvod | Počet obyvatel (2010) |
| ------------------ | ------------- | -------------- | -------------- | -------------- | --------------------- | --------------------- |
|                    |               |                |                |                |                       |                       |
| Subprovinční město |               |                |                |                |                       |                       |
| 1                  | Si-an         | 西安市         | Xī'ān Shì      | Wej-jang       | 8 467 837             |                       |
| Městská prefektura |               |                |                |                |                       |                       |
| 2                  | An-kchang     | 安康市         | Ānkāng Shì     | Chan-pin       | 2 629 906             |                       |
| 3                  | Pao-ťi        | 宝鸡市         | Bǎojī Shì      | Wej-pin        | 3 716 731             |                       |
| 4                  | Chan-čung     | 汉中市         | Hànzhōng Shì   | Chan-tchaj     | 3 416 196             |                       |
| 5                  | Šang-luo      | 商洛市         | Shāngluò Shì   | Šang-čou       | 2 341 742             |                       |
| 6                  | Tchung-čchuan | 铜川市         | Tóngchuān Shì  | Jao-čou        | 834 437               |                       |
| 7                  | Wej-nan       | 渭南市         | Wèinán Shì     | Lin-wej        | 5 286 077             |                       |
| 8                  | Sien-jang     | 咸阳市         | Xiányáng Shì   | Čchin-tu       | 4 894 834             |                       |
| 9                  | Jen-an        | 延安市         | Yán'ān Shì     | Pao-tcha       | 2 187 009             |                       |
| 10                 | Jü-lin        | 榆林市         | Yúlín Shì      | Jü-jang        | 3 351 437             |                       |